# Chen Fang (Ruderin)
Chen Fang (chinesisch 陈芳; * 1. Juni 1993) ist eine chinesische Ruderin. 2018 wurde sie Weltmeisterin im Leichtgewichts-Doppelvierer.

## Karriere
Chen Fang startete 2017 erstmals im Weltcup. Beim zweiten Weltcup der Saison in Posen konnte sie zusammen mit Pan Dandan im Leichtgewichts-Doppelzweier gewinnen. Bei den Weltmeisterschaften belegten die beiden dann den vierten Platz im B-Finale, womit sie am Ende 10. wurden. Zusätzlich gingen sie zusammen mit Xuan Xulian und Shen Ling im Leichtgewichts-Doppelvierer an den Start. Im stärker besetzten Vorlauf verpassten sie als Dritte, hinter den Italienerinnen und Australierinnen, den Einzug in das A-Finale um einen Platz. Mit einem souveränen Sieg im Hoffnungslauf konnten sie sich aber bereits einen Tag später auch für das A-Finale qualifizieren. Im Finale kamen sie erneut hinter den Booten aus Italien und Australien ins Ziel und so gewann der chinesische Leichtgewichts-Doppelvierer die Bronzemedaille. 2018 begann sie die Saison im Leichtgewichts-Einer. Beim Weltcup in Belgrad verpasste sie allerdings, mit dem fünften Platz im Halbfinale, die Qualifikation für das A-Finale. Im B-Finale belegte sie den zweiten Platz, womit sie Achte wurde. Beim zweiten Weltcup in Ottensheim startete sie wieder mit Pan Dandan im Leichtgewichts-Doppelzweier. Die beiden belegten den dritten Platz im B-Finale, womit sie in der Endabrechnung neunte wurden. Gemeinsam mit Wu Qiang, Liang Guoru und Pan Dandan gewann sie beim dritten Weltcup in Luzern im Leichtgewichts-Doppelvierer. Anschließend starteten die vier auch bei den Weltmeisterschaften im Leichtgewichts-Doppelvierer. Bei den Weltmeisterschaften konnten sie den Vorlauf gewinnen. Im Finale fuhren die vier Chinesinnen ein sehr starkes Rennen und konnten mit fünf Sekunden Vorsprung vor dem Boot aus Dänemark die Goldmedaille gewinnen.
2019 ging sie mit ihrer neuen Partnerin Cheng Mengyin im Leichtgewichts-Doppelzweier beim ersten Weltcup der Saison in Plowdiw an den Start. Es gelang ihnen sich für das A-Finale zu qualifizieren, wo sie am Ende als Sechste ins Ziel kamen. Zum zweiten Weltcup in Posen wechselte sie in den Leichtgewichts-Einer. Hinter der Kanadierin Jill Moffatt konnte sie die Silbermedaille gewinnen. In Rotterdam beim dritten Weltcup startete sie erneut im Leichtgewichts-Doppelvierer. Zusammen mit Cheng Mengyin, Yuan Xiaoyu und Wu Qiang konnte sie die Goldmedaille gewinnen. Bei den Weltmeisterschaften konnten die vier Chinesinnen das Bahnverteilungsrennen vor den Italienerinnen gewinnen. Im Finale mussten sich die Chinesinnen dann aber dem italienischen Boot geschlagen geben und gewannen am Ende die Silbermedaille im Leichtgewichts-Doppelvierer.

## Internationale Erfolge
- 2017: Bronzemedaille Weltmeisterschaften im Leichtgewichts-Doppelvierer
- 2017: 10. Platz Weltmeisterschaften im Leichtgewichts-Doppelzweier
- 2018: Goldmedaille Weltmeisterschaften im Leichtgewichts-Doppelvierer
- 2019: Silbermedaille Weltmeisterschaften im Leichtgewichts-Doppelvierer